# Léopold Aimon
Pamphile Léopold François Aimon, né le 4 octobre 1779 à L'Isle-sur-la-Sorgue et mort le 2 février 1866 dans le 6e arrondissement de Paris, est un compositeur français.

## Biographie
Pamphile Léopold François Aimon naît le 4 octobre 1779 à L'Isle-sur-la-Sorgue,,.
Il commence l'apprentissage de la musique avec son père, le violoncelliste et compositeur Esprit Aimon (1754-1828), et devient à l'âge de 17 ans chef d'orchestre du Théâtre de Marseille.
En 1817, il s'installe à Paris, où son opéra Les Jeux floraux, sur un livret de Jean-Nicolas Bouilly, est représenté à l'Opéra le 16 novembre 1818, sans connaître le succès.
En 1821, Léopold Aimon devient chef d'orchestre au Gymnase-Dramatique, puis est chef au Théâtre-Français de 1822 jusqu'à 1832,.
Parmi ses ouvrages lyriques, La Fée Urgèle, donné au Gymnase en 1821, a le plus de succès. Aimon est aussi l'auteur d'un autre opéra-comique et de cinq opéras inédits, dont un Faust composé sur un livret d'Hippolyte Lucas, et d'airs de vaudeville, parmi lesquels Michel et Christine, particulièrement populaire,.
Comme pédagogue, il est l'auteur de plusieurs ouvrages didactiques, Connaissances préliminaires de l'harmonie (Paris, 1813), Étude élémentaire de l'harmonie (Paris, s.d., 2/1839), et Abécédaire musical (Paris, 1831), qui connaît de nombreuses rééditions,.
Il meurt le 2 février 1866 à Paris,, dans le 6e arrondissement.

## Œuvres
Comme compositeur, autodidacte, Aimon est l'auteur de dix opéras, deux ouvertures, six symphonies (seule la cinquième est parvenue jusqu'à nous), deux concertos pour basson, un concertino pour violoncelle, une messe, deux cantates, des œuvres vocales sacrées.
Dans le domaine de la musique de chambre, ses œuvres consistent en 24 quatuors à cordes (dont 21 publiés à Paris par livraison de trois), deux quintettes à deux altos et quelques autres partitions pour diverses formations (dont des Duos pour guitare et violon).